# Afula
Afula (héber: עֲפוּלָה, arab: العفولة) város Izrael északi részén. Lakossága 44 ezer fő volt 2014-ben. A lakosság 99%-a zsidó vagy más nem arab nemzetiségű egy 2001-es felmérés alapján.
Gyakran csak a völgy fővárosaként emlegetik, utalva a Jezréel-völgyben betöltött központi szerepére.

## Történelem
A régészek a korai, a középső és késői bronzkor idejéből sírokat fedeztek fel.
A várost feltehetőleg már III. Thotmesz említi Ofla néven a kánaáni városlistákon.
A középkori keresztes háborúk idejéből egy erőd maradványai maradtak fenn. 1321-ben Afel néven volt említve a hely.
A brit mandátum idején, 1922-ben az itteni település 563 főt számlált, ebből 471 muzulmán arab volt. 1925-ben egy amerikai cionista mozgalom vásárolta meg a területet és az arabok önkéntesen távoztak. Az 1931-es népszámláláskor a lakosság 874 főt tett ki; ebből 786 zsidó, 86 muzulmán, 9 keresztény és 3 "nem vallásos", összesen 236 ház. A következő évtizedekben gyorsan fejlődött és növekedett a város.

## Gazdaság
A város iparterületén két műanyaggyártó és egy légkondicionáló berendezéseket gyártó vállalat működik.

## Fordítás
- Ez a szócikk részben vagy egészben  az   Afula című angol Wikipédia-szócikk fordításán alapul.  Az eredeti cikk szerkesztőit annak laptörténete sorolja fel. Ez a jelzés csupán a megfogalmazás eredetét és a szerzői jogokat jelzi, nem szolgál a cikkben szereplő információk forrásmegjelöléseként.